# Грей, Сид
Сид Грей (англ. Cyd Gray; 21 ноября 1973, Скарборо, Тринидад и Тобаго) — тринидадский футболист, защитник.

## Карьера
В течение долгого времени выступал в тринидадском первенстве. Входил в число лучших игроков страны в своём амплуа. В 2006 году Грей принял участие в 2 матчах сборной на чемпионате мира по футболу в Германии и отметился одной жёлтой карточкой. Всего за сборную Тринидада и Тобаго он провёл 48 игр и забил 1 гол.
В 2010 году Сид Грей завершил свою футбольную карьеру в возрасте 37 лет. За сборную защитник в последний раз сыграл в 2008 году.

## Достижения
- Чемпион Тринидада и Тобаго (4): 1998, 2002, 2003, 2008.
- Обладатель Кубка Тринидада и Тобаго (1): 2005.